# Нечуй-ветер
Нечуй-ветер — магическая трава в славянском фольклоре, которая имела обыкновение зимой произрастать по берегам водоёмов. Обладатель такой травы получал способность останавливать ветер на воде, предотвращать потопление своей лодки и ловить рыбу без невода.
Сбор этой травы назначался, когда по славянским поверьям нечистая сила летает над озёрами и реками, разбрасывая эту траву для предотвращения бури. Этот момент наступал в глухую полночь Васильева вечера.
Присутствие этой травы могло быть обнаружено только слепым от рождения человеком, который, наступив на нечуй-ветер, ощущал покалывания в глазах. По мнению древних славян, если в этот момент он успевал поднять траву ртом, а не руками, то её волшебная сила переходила к нему.
На территории Волыни под названием «не чуй витер» была известна трава ястребинка волосистая, стебли и листья которой будучи придавленными к земле якобы не колышутся ветром. С помощью этого растения лечили водобоязнь, настой его цветов употреблялся от золотухи, а отвар корней помогал при лихорадке.